# New York Liberty 2002
La stagione 2002 delle New York Liberty fu la 6ª nella WNBA per la franchigia.
Le New York Liberty arrivarono seconde nella Eastern Conference con un record di 18-14. Nei play-off vinsero la semifinale di conference con le Indiana Fever (2-1), la finale di conference con le Washington Mystics (2-1), perdendo poi la finale WNBA con le Los Angeles Sparks (2-0).

## Roster
| N° | Naz.                    | Ruolo | Sportivo            | Anno | Alt. | Peso |
| -- | ----------------------- | ----- | ------------------- | ---- | ---- | ---- |
| 3  | Stati Uniti (bandiera)  | A     | Crystal Robinson    | 1974 | 180  | 70   |
| 7  | Croazia (bandiera)      | G     | Korie Hlede         | 1975 | 175  | 70   |
| 11 | Stati Uniti (bandiera)  | G     | Teresa Weatherspoon | 1965 | 173  | 73   |
| 23 | Stati Uniti (bandiera)  | A     | Sue Wicks           | 1966 | 191  | 79   |
| 24 | Stati Uniti (bandiera)  | C     | Tari Phillips       | 1970 | 185  | 91   |
| 25 | Stati Uniti (bandiera)  | G     | Becky Hammon        | 1977 | 168  | 61   |
| 31 | Germania (bandiera)     | A     | Linda Fröhlich      | 1979 | 188  | 84   |
| 42 | Stati Uniti (bandiera)  | C     | Camille Cooper      | 1979 | 193  | 86   |
| 44 | Stati Uniti (bandiera)  | C     | Tamika Whitmore     | 1977 | 188  | 86   |
| 50 | RD del Congo (bandiera) | C     | Bernadette Ngoyisa  | 1982 | 193  | 88   |
| 55 | Stati Uniti (bandiera)  | A     | Vickie Johnson      | 1972 | 175  | 68   |

## Staff tecnico
- Allenatore: Richie Adubato
- Vice-allenatori: Pat Coyle, Jeff House